# Yūzō Takada
Yūzō Takada (高田 裕三, Takada Yūzō) est un auteur de bande dessinée japonaise né le 21 mars 1963  à Tokyo, au Japon.
Il est principalement connu pour être l’auteur du manga 3×3 Eyes.

## Biographie
Son vrai prénom est Yūji. Il étudie[Quand ?] à l'université Meiji[réf. souhaitée].
Il commence[Quand ?] comme assistant de Kōsuke Fujishima et Fujihiko Hosono (en). À 20 ans, il publie son premier manga Shūshoku Beginner (novembre 1983), dans le magazine Weekly Young Magazine.
Il reçoit en 1993 le prix du manga de son éditeur Kōdansha dans la catégorie Shōnen, pour la série manga 3×3 Eyes. Cette série, publié sur 15 ans, compte 40 volumes, de nombreux produits dérivés et des fans à travers le monde — la série est traduite en 17 langues.

## Œuvre
- 1983 : Shūshoku Beginner
- 1984-1985 : Tokonatsu Bank (常夏バンク)
- 1985-1986 : Nikumori
- 1986 : Hatamoto-Taikutsu otoko (旗持偏屈男)
- 1986-1987 : Sportion KIDs
- 1988-1989 : Mainichi ga nichiyōbi (毎日が日曜日)
- 1988-2002 : 3×3 Eyes
- 1989 : Toritsuki-kun (トリッキくん)
- 1990 : Bannō bunka Nekomusume (万能文化猫娘)
- 1992-1995 : Blue Seed (碧奇魂（あおくしみたま）ブルーシード)
- 1998-2004 : Genzo le marionnettiste
- 1997-1998 : Shin bannō bunka Nekomusume (新万能文化猫娘)
- 2001-2002 : Gori oshi jōju Doramaji!? (ゴリ押し成就ドラマジ!?)
- 2003 : Booking Life (ブッキングライフ)
- 2004-2006 : Tsukumo nemuru shizume (九十九眠るしずめ)
- 2005-2008 : Ultraman The First (ウルトラマンＴＨＥ　ＦＩＲＳＴ)
- 2005-2008 : Little Jumper (リトル・ジャンパー)
- 2014-... : Lunfor (鸞鳳)
- 2015-... : 3×3 Eyes Genjuu no Mori no Sônansha (3×3EYES 幻獣の森の遭難者)